# عرب (فیلم ۱۹۱۵)
عرب (انگلیسی: The Arab) یک فیلم صامت آمریکایی به کارگردانی سیسیل ب دومیل است که در سال ۱۹۱۵ منتشر شد. از بازیگران آن می‌توان به ریموند هاتون اشاره کرد. نسخه‌ای از این فیلم در کشور روسیه موجود است.